# Sibutramine
La sibutramine est un ancien médicament produit par les laboratoires Abbott depuis 1997, utilisé comme traitement d'appoint contre l'obésité nutritionnelle et parfois en cas de diabète de type 2 ou de dyslipidémie. En raison de ses effets secondaires indésirables (problèmes cardio-vasculaires), il a été retiré du marché en 2010 et est actuellement interdit à la commercialisation dans de nombreux pays. Cependant, on le retrouve encore souvent comme adjuvant non-mentionné dans des produits coupe-faim contrefaits, prétendument amaigrissant, faisant l'objet d'une commercialisation frauduleuse organisée à grande échelle sur internet, en particulier, grâce aux publicités mensongères foisonnant sur les réseaux sociaux.  
Sa prescription relevait normalement de l'endocrinologie, de la cardiologie et de la médecine interne ou du traitement des maladies métaboliques.
Avant d'être banni, il a été commercialisé sous le nom de Meridia aux États-Unis et au Canada, sous le nom de Reductil en Europe, sous le nom de Sibutral en France.
C'est un anorexigène phényléthylaminique qui provoque une modification des amines cérébrales entraînant une diminution de l’appétit et une sensation de satiété.
Son autorisation de mise sur le marché a été suspendue en 2010 en Europe.

## Mode d'action
La sibutramine agit en inhibant la recapture de la sérotonine et de la noradrénaline. Mais, contrairement à la fenfluramine et à ses dérivés, elle n'augmente pas le taux de sérotonine circulante et n'aurait donc pas les effets secondaires cardiaques de ces derniers.
Elle augmente le sentiment de satiété et diminue, par conséquent, les prises alimentaires.

## Histoire
La sibutramine a été autorisée aux États-Unis en 1997 et dans la Communauté Européenne en 1999 (sous les noms Reductil, Afibon, Ectiva, Lindaxa, Meissa, Meridia, Minimacin, Minimectil, Obesan, Sibutral, Sibutril, Siluton, Sitrane, Redoxade, Zelixa et Zelium), en France depuis juin 2001 sous le nom de Sibutral,  mais depuis août 2010, l'Europe recommande la suspension des AMM, certains pays ayant déjà suspendu les autorisations de mise sur le marché.

## Efficacité
Elle permet de diminuer de près de 5 % le poids des obèses, mais ne semble pas avoir d'influence sur la glycémie ni sur le taux de cholestérol.  

## Effets secondaires
Ils sont nombreux : insomnie, constipation, sécheresse de la bouche, sudation, céphalées, tachycardie, palpitations, hypertension artérielle.
En raison de ces derniers, de l'absence d'influence sur le diabète et les dyslipidémies (facteurs de risque cardiovasculaires majeurs), il n'est pas certain que la sibutramine contribue à la diminution du risque de maladies cardiovasculaires. Au contraire, son utilisation semble augmenter le risque d'accidents cardiaques chez les patients ayant des antécédents vasculaires ce qui a conduit l'Agence européenne du médicament à recommander la suspension de son autorisation de mise sur le marché.
Des décès sont survenus en Europe et aux États-Unis d'Amérique à la suite de l'absorption de ce produit proposé dans des traitements, sans surveillance cardio-vasculaire, induisant la suspension de l'autorisation de mise sur le marché en Italie en 2002. 
En 1999, l'Afssaps a recommandé :
- de ne pas dépasser 12 mois de traitement ;
- ne pas prescrire de Sibutral aux patients présentant des antécédents cardiovasculaires, ni aux patients souffrant d'hypertension artérielle insuffisamment contrôlée ;
- la pression artérielle et la fréquence cardiaque doivent être surveillées régulièrement pendant le traitement.

## Retraits d'autorisations de mise sur le marché
À la suite de deux décès pouvant impliquer ce médicament, l'Italie en avait suspendu la commercialisation en mars 2002 et une réévaluation européenne du médicament a été faite, avec demande au laboratoire de réaliser une nouvelle étude. L'agence a mis en garde contre la commercialisation illégale de produits contenant de la sibutramine non déclarée sur le conditionnement (exemple : Best-Life, Venom Hyperdrive), en recommandant de ne pas acheter de médicaments hors des pharmacies contrôlées, et pas sur Internet.

En 2010, l'Agence européenne du médicament, en raison de « risque de complications cardiovasculaires et efficacité modeste » recommande la suspension des autorisations de mise sur le marché de cette molécule.

En France, la prescription et la délivrance de préparations magistrales contenant de la sibutramine ont été interdites en juillet 2007 par décision du directeur général de l'Agence française de sécurité sanitaire des produits de santé (Afssaps). En attendant une décision de la Commission européenne, dans un communiqué, l’Afssaps a recommandé « aux prescripteurs de ne plus instaurer ou renouveler de traitements par sibutramine ». Elle invite aussi les patients sous traitement « à consulter sans urgence leur médecin pour discuter de la conduite à tenir. Ils peuvent s’ils le souhaitent, arrêter leur traitement à tout moment ». Retrait demandé par l'Afssaps le 19 février 2010.

Au Canada où la molécule est commercialisée sous le nom de spécialité Meridia, Santé Canada en est venu à la conclusion en 2010 que les avantages du médicament ne l'emportent plus sur les risques. D'un commun accord avec le laboratoire Abbott, le médicament a été volontairement rappelé du marché.
En avril 2023, en France, l'Agence nationale de sécurité du médicament et des produits de santé (ANSM) annonce interdire plusieurs compléments alimentaires et infusions, jusqu'alors en vente libre, dans lesquels elle a mis en évidence la présence de sibutramine.